# Vịt quay Bắc Kinh
Vịt quay Bắc Kinh là một món ăn từ Bắc Kinh được chế biến từ thời phong kiến. Đặc điểm của loại thịt này là lớp da mỏng và giòn, trong đó cách ăn truyền thống thường đi kèm với da và ít thịt, được người nấu thái lát trước mặt thực khách. Vịt sẽ được nuôi trong điều kiện đặc biệt để làm món ăn này rồi giết thịt sau 65 ngày, sau đó tẩm gia vị trước khi quay trong lò kín hoặc treo. Thịt vịt thường được ăn kèm hành lá, dưa leo và nước sốt đậu ngọt kèm với bánh pía. Đôi khi củ cải muối cũng được sử dụng, đồng thời người ăn có thể sử dụng các loại nước sốt khác nhau để chấm, chẳng hạn như tương đen.

## Lịch sử

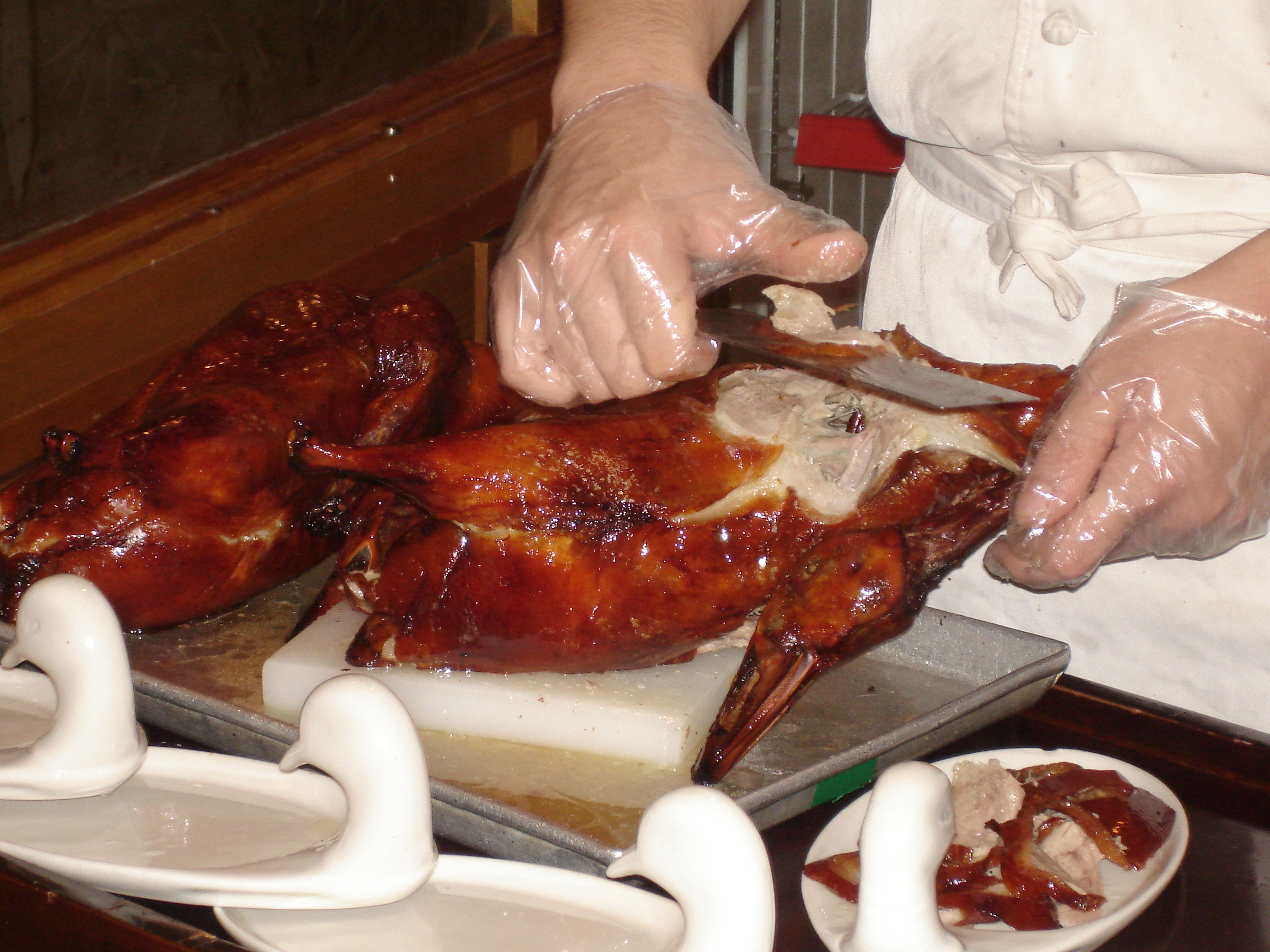

Vịt đã được quay ở Trung Quốc từ thời Nam–Bắc triều. Một biến tấu của vịt quay đã được chế biến cho Hoàng đế Trung Hoa vào thời nhà Nguyên. Món ăn, ban đầu được đặt tên là "thiêu áp tử" (燒鴨子), được đề cập trong sách Ẩm thiện chính yếu (飲膳正要) vào năm 1330 bởi Hốt Tai Huệ (忽思慧), một giám định viên của nhà bếp hoàng gia. Thuật ngữ vịt quay Bắc Kinh gắn liền với cuối thời nhà Minh, lúc đó nó đã là một trong những món ăn chính trong thực đơn của triều đình. Nhà hàng đầu tiên chuyên về vịt quay Bắc Kinh, Tiện Nghi Phường, được thành lập ở Xianyukou, gần Chính Dương Môn thuộc Bắc Kinh vào năm 1416.
Đến thời Càn Long (1736–1796) của nhà Thanh, sự phổ biến của món vịt quay Bắc Kinh đã lan rộng đến các tầng lớp thượng lưu, tạo cảm hứng cho các nhà thơ và học giả thưởng thức món ăn này. Ví dụ, một câu thơ trong bài Đô môn trúc chi từ (都門竹枝詞), một bài thơ địa phương ở Bắc Kinh, đã ghi "Lưỡng thiệu tam thiêu yếu mãn hồ, Quải lô áp tử dữ thiêu trư" (兩紹三燒要滿壺，掛爐鴨子與燒豬; tạm hiểu Hãy lấp đầy chiếc đĩa của người bằng vịt quay và lợn nướng).
Năm 1864, nhà hàng Toàn Tụ Đức (全聚德) được thành lập tại Bắc Kinh. Dương Toàn Nhân (楊全仁), người sáng lập Toàn Tụ Đức, đã phát triển lò nướng để quay vịt. Với những đổi mới sáng tạo và cách quản lý hiệu quả, nhà hàng này đã trở nên nổi tiếng ở Trung Quốc, đưa món vịt quay Bắc Kinh ra bên ngoài thế giới.
Vào giữa thế kỷ 20, vịt quay Bắc Kinh đã trở thành biểu tượng quốc gia của Trung Quốc, được du khách cũng như các nhà ngoại giao ưa chuộng. Ví dụ, Henry Kissinger, Ngoại trưởng Hoa Kỳ, đã gặp Thủ tướng Chu Ân Lai tại Đại lễ đường Nhân dân vào ngày 10 tháng 7 năm 1971, trong chuyến thăm bí mật đầu tiên đến Trung Quốc. Sau một hồi đàm phán không xong vào buổi sáng, phái đoàn được phục vụ món vịt quay Bắc Kinh cho bữa trưa, đây cũng là món ăn khoái khẩu của ngài Ngoại trưởng. Người Mỹ và người Trung Quốc đã đưa ra một tuyên bố chung vào ngày hôm sau, trong đó mời Tổng thống Richard Nixon thăm Trung Quốc năm 1972. Sau cái chết của Chu năm 1976, Kissinger đã có chuyến thăm khác tới Bắc Kinh để thưởng thức món vịt quay trứ danh tại nơi này. Đặc biệt, vịt quay Bắc Kinh tại Toàn Tụ Đức cũng là món ăn yêu thích của nhiều nhà lãnh đạo khác nhau, từ Fidel Castro của Cuba cho đến cựu thủ tướng Đức Helmut Kohl.

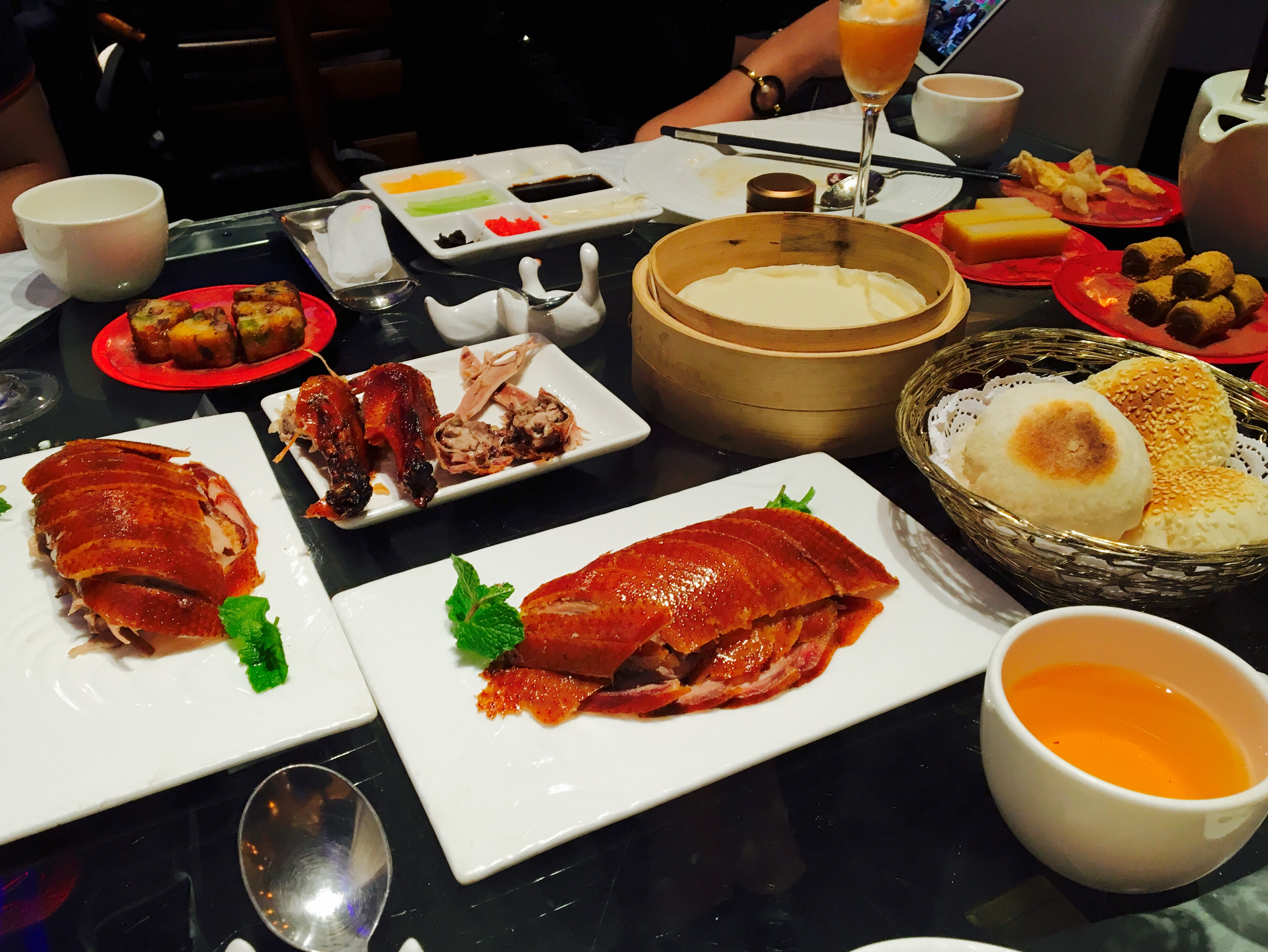
Món vịt quay Bắc Kinh được phục vụ theo phong cách phương Tây với thịt nhiều hơn da

Hai nhà hàng nổi tiếng ở Bắc Kinh phục vụ món ăn này là Toàn Tụ Đức và Tiện Nghi Phường, cả hai cơ sở có tuổi đời hàng thế kỷ đã trở thành những cái tên quen thuộc với những phong cách chế biến riêng: Toàn Tụ Đức được biết đến với phương pháp nướng lò hung, trong khi Tiện Nghi Phường thì áp dụng kỹ thuật quay lò kín lâu đời nhất.

## Chế biến

### Nuôi vịt
Vịt được dùng để chế biến món vịt quay Bắc Kinh có nguồn gốc từ Nam Kinh. Chúng nhỏ, có lông đen và sống ở các kênh quanh thành phố nối các tuyến đường thủy chính. Với việc di dời thủ đô của Trung Quốc đến Bắc Kinh, lưu lượng sà lan cung ứng lương thực đã tăng lên trong khu vực. Thường thì những chiếc sà lan này sẽ làm rơi vãi ngũ cốc xuống các con kênh, cung cấp thức ăn cho vịt. Đến thời Ngũ Đại, giống vịt này mới được nông dân Trung Quốc thuần hóa. Ngày nay, vịt quay Bắc Kinh được chế biến từ loài vịt Bắc Kinh (Anas platyrhynchos domestica). Vịt con mới sinh được nuôi trong môi trường chăn thả tự do trong 45 ngày đời đầu tiên, và bị ép cho ăn 4 lần một ngày trong 15–20 ngày tiếp theo, kết quả là vịt nặng 5–7 kg (11–15 lbs). Việc vỗ béo vịt đã dẫn đến một cái tên thay thế cho con vật là vịt nhồi Bắc Kinh (giản thể: 北京填鸭; phồn thể: 北京填鴨; Hán-Việt: Bắc Kinh trấn áp; bính âm: běijīng tián yā).

### Nướng vịt

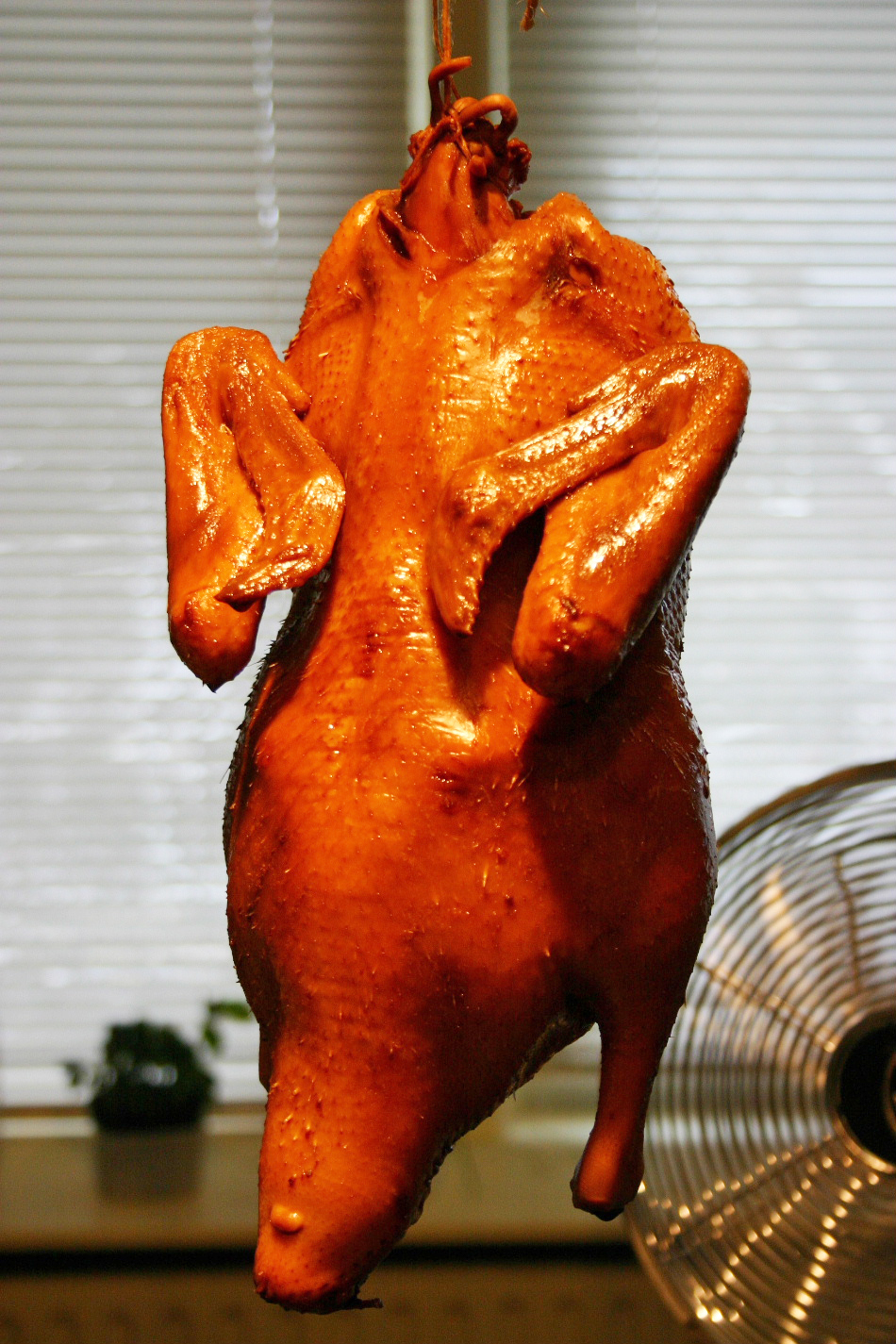
Một con vịt quay Bắc Kinh sau khi khô

Vịt vỗ béo được giết mổ, vặt lông, mổ bụng rồi rửa sạch bằng nước. Không khí được bơm dưới da qua khoang cổ để tách da khỏi mỡ. Vịt sau đó được ngâm trong nước sôi một thời gian ngắn trước khi treo lên để làm khô. Trong khi treo, vịt được phết một lớp mạch nha, bên trong được rửa lại một lần nữa bằng nước, sau đó được bôi một lớp phủ thực phẩm/nước sốt thứ hai gồm nước tương, bột ngũ vị hương và thêm mạch nha từ trong ra ngoài, sau đó để vịt trong 24 giờ ở nơi khô ráo, thoáng mát hoặc để trong tủ lạnh. Tiếp đến, người ta nướng vịt trong lò cho đến khi lớp da chuyển sang màu nâu sáng bóng.
Bên cạnh hai phương pháp truyền thống để chế biến vịt quay Bắc Kinh, các công thức nấu ăn khác đã được các đầu bếp trên khắp thế giới biên soạn để thực hiện món ăn tại nhà.

### Nướng kiểu lò kín
Vịt quay Bắc Kinh ban đầu được quay trong lò kín (tiếng Trung: 焖炉; Hán-Việt: muộn lô), và Tiện Nghi Phường là nhà hàng vẫn thực hiện cách truyền thống này. Lò kín được xây bằng gạch và có gắn các vỉ nướng kim loại (tiếng Trung: 箅子; Hán-Việt: bế tử; bính âm: bì zi). Lò được làm nóng trước bằng cách đốt rơm cao lương (tiếng Trung: 秫秸; Hán-Việt: thuật kiết; bính âm: shú jiē) ở chân lò. Vịt được đặt vào lò ngay sau khi lửa tắt, nằm làm cho thịt chín từ từ nhờ sự đối lưu của nhiệt trong lò. Kiểm soát nhiên liệu và nhiệt độ là kỹ năng chính. Với kiểu lò kín, thịt vịt được kết hợp nhuần nhuyễn với lớp mỡ dưới da nên ngon ngọt và mềm.

### Nướng kiểu lò mở
Lò nướng mở (tiếng Trung: 挂炉; Hán-Việt: quải lô; nghĩa đen 'lò treo') được phát triển trong các nhà bếp của hoàng gia vào thời nhà Thanh, và được chuỗi nhà hàng Toàn Tụ Đức áp dụng. Nó được thiết kế để nướng tối đa 20 con vịt cùng một lúc bằng ngọn lửa trần được đốt bằng củi cứng từ cây đào hoặc cây lê. Những con vịt được treo lên cái móc trên ngọn lửa và nướng ở nhiệt độ 270 °C (525 °F) trong 30–40 phút. Trong khi nướng vịt, đầu bếp có thể dùng sào để treo từng con vịt gần lửa trong khoảng thời gian 30 giây. Với kiểu nướng lò mở, mỡ thường được chảy ra trong quá trình nấu nên da vịt trở nên giòn, có thể ăn riêng như một món ăn vặt.
Hầu hết mọi bộ phận của vịt đều có thể được chế biến ngay sau đó. Nhà hàng Toàn Tụ Đức phục vụ khách hàng món "Tiệc toàn vịt", trong đó họ nấu xương vịt với rau.

## Phục vụ

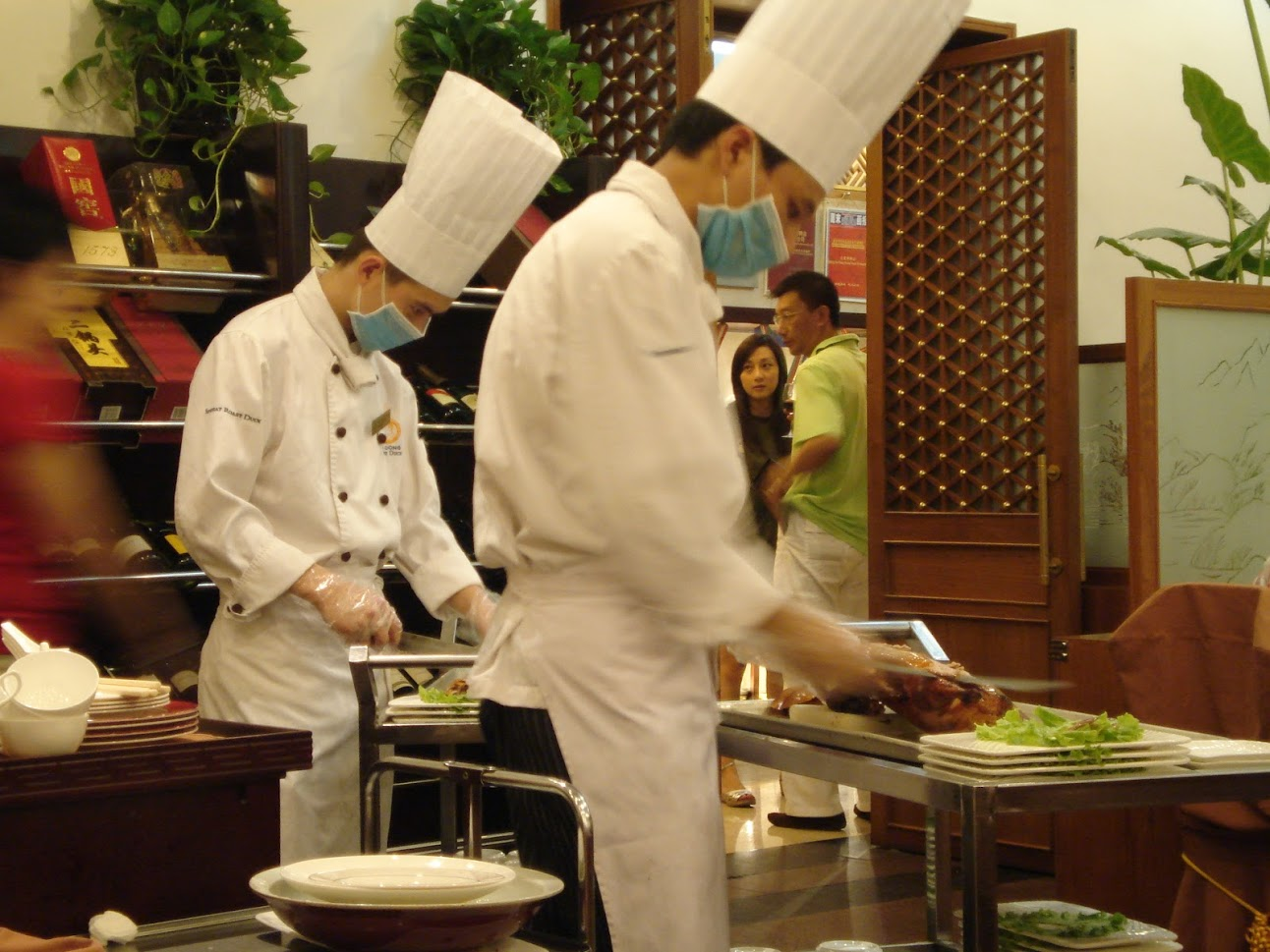

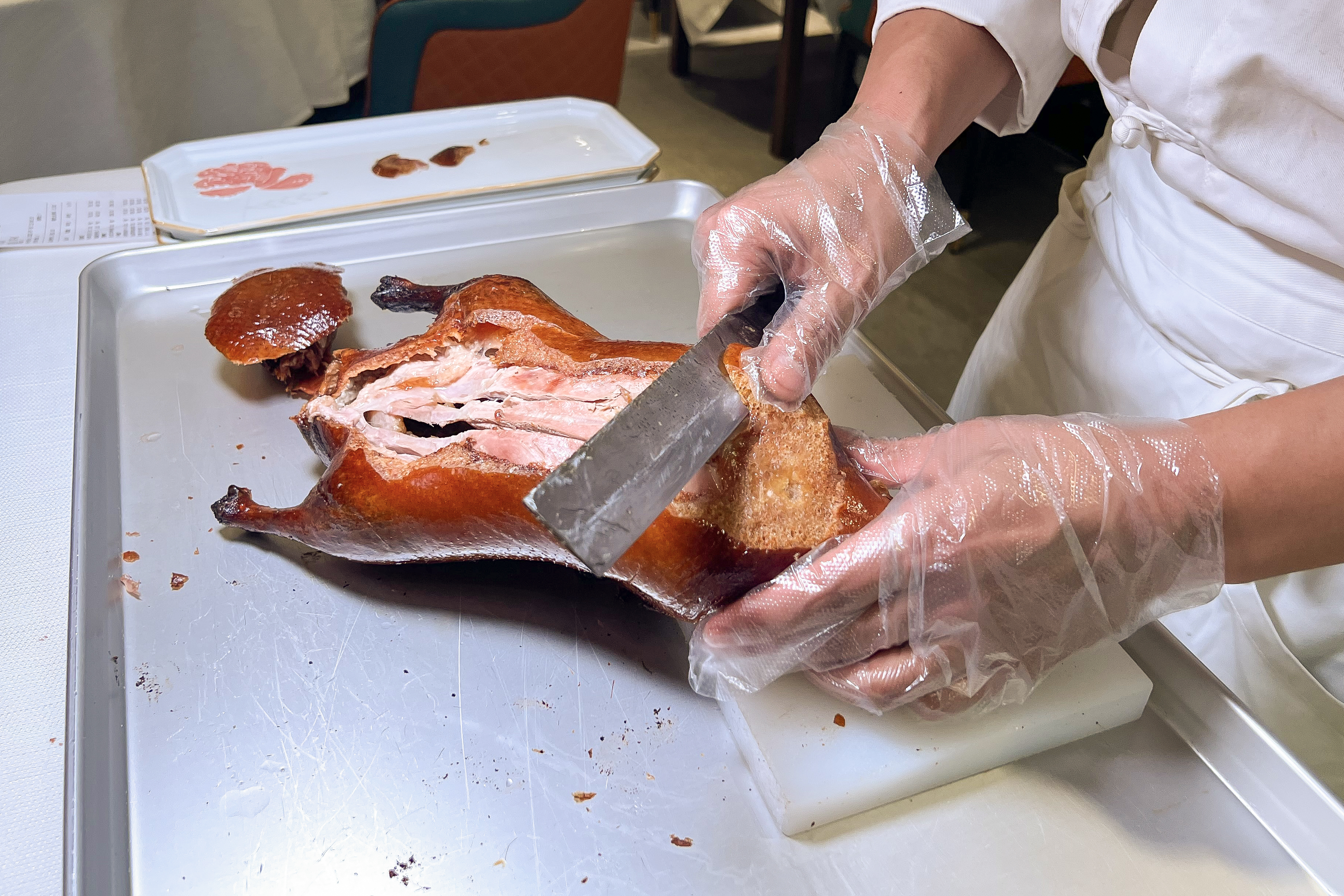

Vịt quay Bắc Kinh được lạng thịt theo cách truyền thống trước mặt thực khách và phục vụ trong ba giai đoạn. Đầu tiên, những lát da vịt được nhúng với đường và nước sốt đậu ngọt. Da vịt ăn ngon nhất khi nóng và giòn. Sau đó, thịt được phục vụ với bánh tráng hấp (giản thể: 春饼; phồn thể: 春餅; Hán-Việt: xuân bính; bính âm: chūn bǐng) cùng một loạt các món rau, điển hình như dưa chuột thái sợi và hành lá. Theo truyền thống, thực khách nhúng các lát vịt vào gia vị rồi gói vào bánh pía với dưa chuột, cùng bất kỳ nguyên liệu nào khác. Sau đó bánh pía cuốn được ăn bằng tay hoặc bằng đũa. Vịt cắt xẻo (鸭 架) - phần còn lại của vịt quay, trong đó loại đi các phần thịt cắt rời - có thể được nấu theo ba cách. Cách làm truyền thống là cho vào nước xuýt với các nguyên liệu như cải thảo và đậu phụ mềm. Vịt cắt xẻo cũng có thể được chặt nhỏ và xào trong nước sốt đậu ngọt, hoặc áp chảo trong thời gian ngắn rồi dùng với muối và tiêu (椒鹽). Nếu không, nó sẽ được đóng gói để khách hàng mang về nhà.

### Làm nóng
Vịt quay Bắc Kinh nguyên con có thể được đặt hàng dưới dạng mang đi. Thực khách có thể hâm nóng vịt tại nhà bằng lò nướng hoặc bếp. Khi sử dụng lò nướng, vịt được làm nóng ở nhiệt độ 150 °C (300 °F) trong 20 phút, và sau đó ở 160 °C (325 °F) trong 10 phút nữa. Phương pháp hâm nóng bằng bếp bao gồm khâu nhúng vịt trong nước sôi trước khi đặt nó lên vỉ nướng 70 cm (28 in) trên ngọn lửa. Thay nước sau mỗi 3–4 phút cho đến khi vịt thật nóng. Để hâm nóng vịt quay Bắc Kinh với dầu, vịt được thái thành từng miếng mỏng và đặt trong một cái rây được giữ trên chảo dầu nóng. Vịt sau đó được rửa lại nhiều lần với dầu.

### Nhà hàng đáng chú ý
Một số nhà hàng ở Bắc Kinh chuyên về vịt quay Bắc Kinh, chẳng hạn như Toàn Tụ Đức, Tiện Nghi Phường, Trường An Nhất Hạo (長安一號), Dayali, Bắc Kinh Tiểu Vương Phủ (北京小王府) và Đá Đông Khảo Áp Điếm (大董烤鴨店). Một số nhà hàng, đặc biệt là Toàn Tụ Đức và Tiện Nghi Phường, có lịch sử lâu đời về việc phục vụ món vịt chất lượng cao. Ngoài ra, Toàn Tụ Đức đã được công nhận trên toàn thế giới, được mệnh danh là Thương hiệu nổi tiếng của Trung Quốc vào năm 1999. Nhà hàng Duck Chang, được khai trương vào năm 1975 tại Virginia, Hoa Kỳ, là nhà hàng Trung Quốc đầu tiên chế biến và phục vụ món vịt quay Bắc Kinh mà không cần thông báo trước 24 giờ. Vào năm 2018, James Beard Foundation đã trao cho Sun Wah BBQ ở Chicago, IL giải thưởng America's Classics, đặc biệt nhắc đến "Bữa tiệc vịt Bắc Kinh" ba món của Sun Wah trong thông báo của họ về giải thưởng.

## Vịt thơm giòn
Vịt thơm giòn là một món ăn tương tự như vịt quay Bắc Kinh. Nó rất phổ biến ở Vương quốc Anh, nơi món ăn được tạo ra vào nửa sau thế kỷ XX.
Đầu tiên, vịt được ướp với các loại gia vị, sau đó hấp cho đến khi mềm, và cuối cùng là chiên ngập dầu cho đến khi giòn. Thịt có ít mỡ, khô và giòn hơn so với thịt vịt quay Bắc Kinh. Vịt thơm giòn cũng có thể được nhìn thấy ở Hoa Kỳ, thường được phục vụ với bánh sữa nhỏ hơn là bánh tráng.
Ở Đức, một số nhà hàng kết hợp châu Á cũng phục vụ món vịt thơm giòn (Knusprige Ente), đôi khi còn được dán nhãn là vịt quay Bắc Kinh (Peking-ente, hay Pekingente). Vịt được tẩm ướp gia vị và chiên giòn, dùng chung với rau xào (Wokgemüse) trên mì xào hoặc cơm.

## Hình ảnh

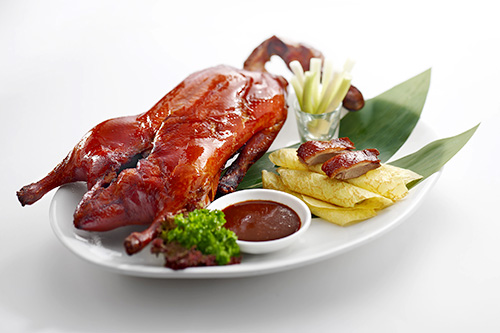
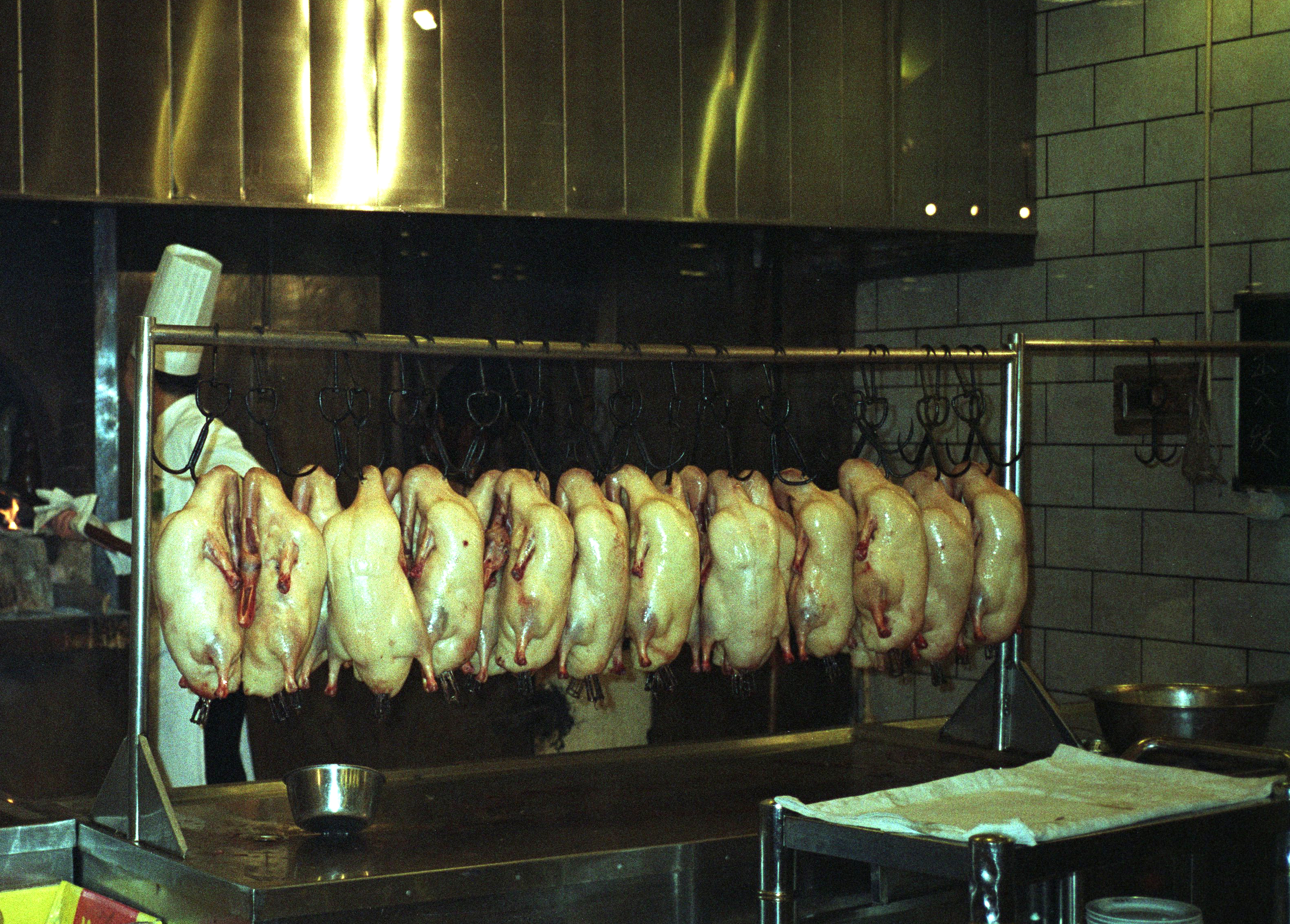
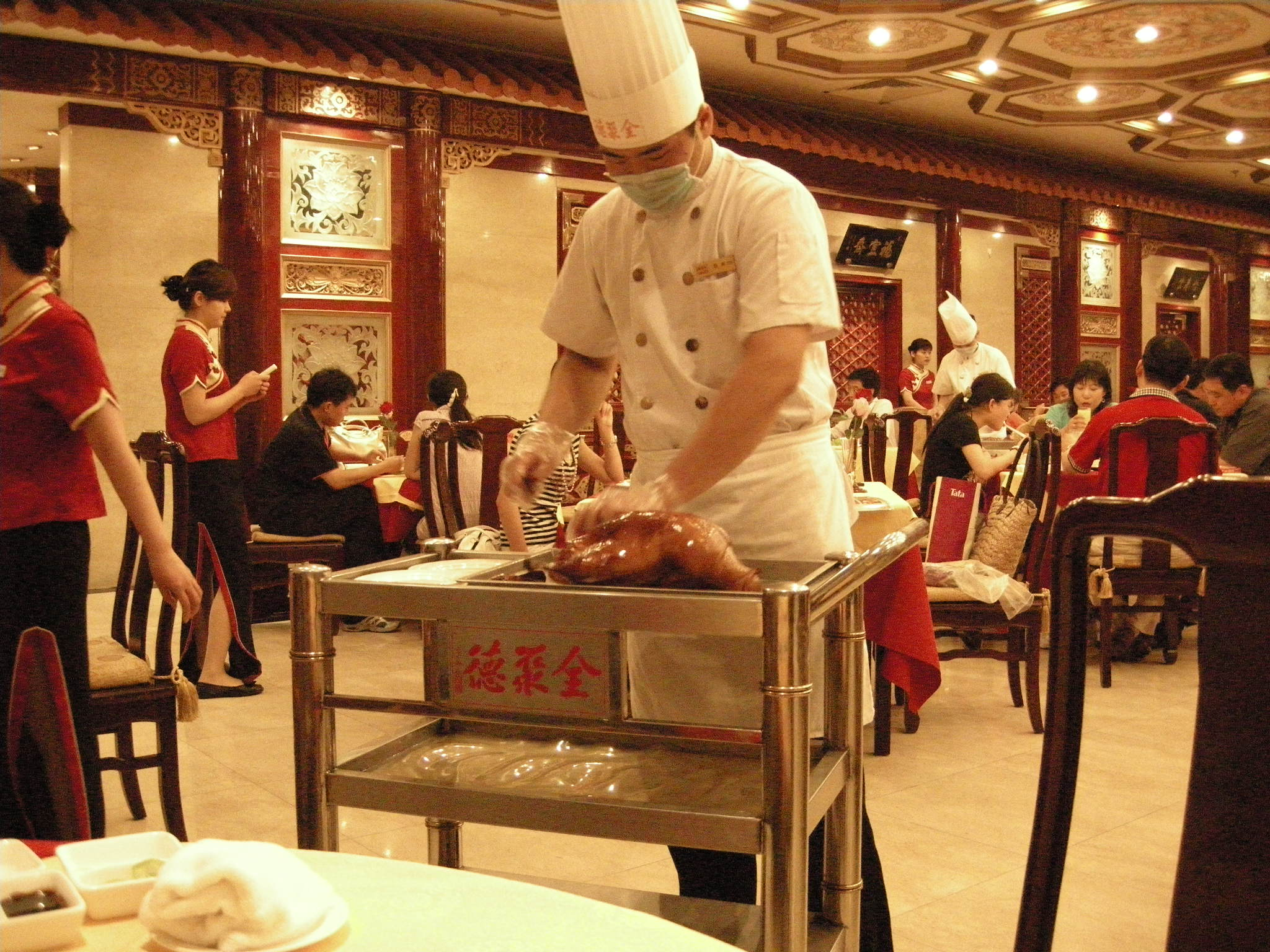
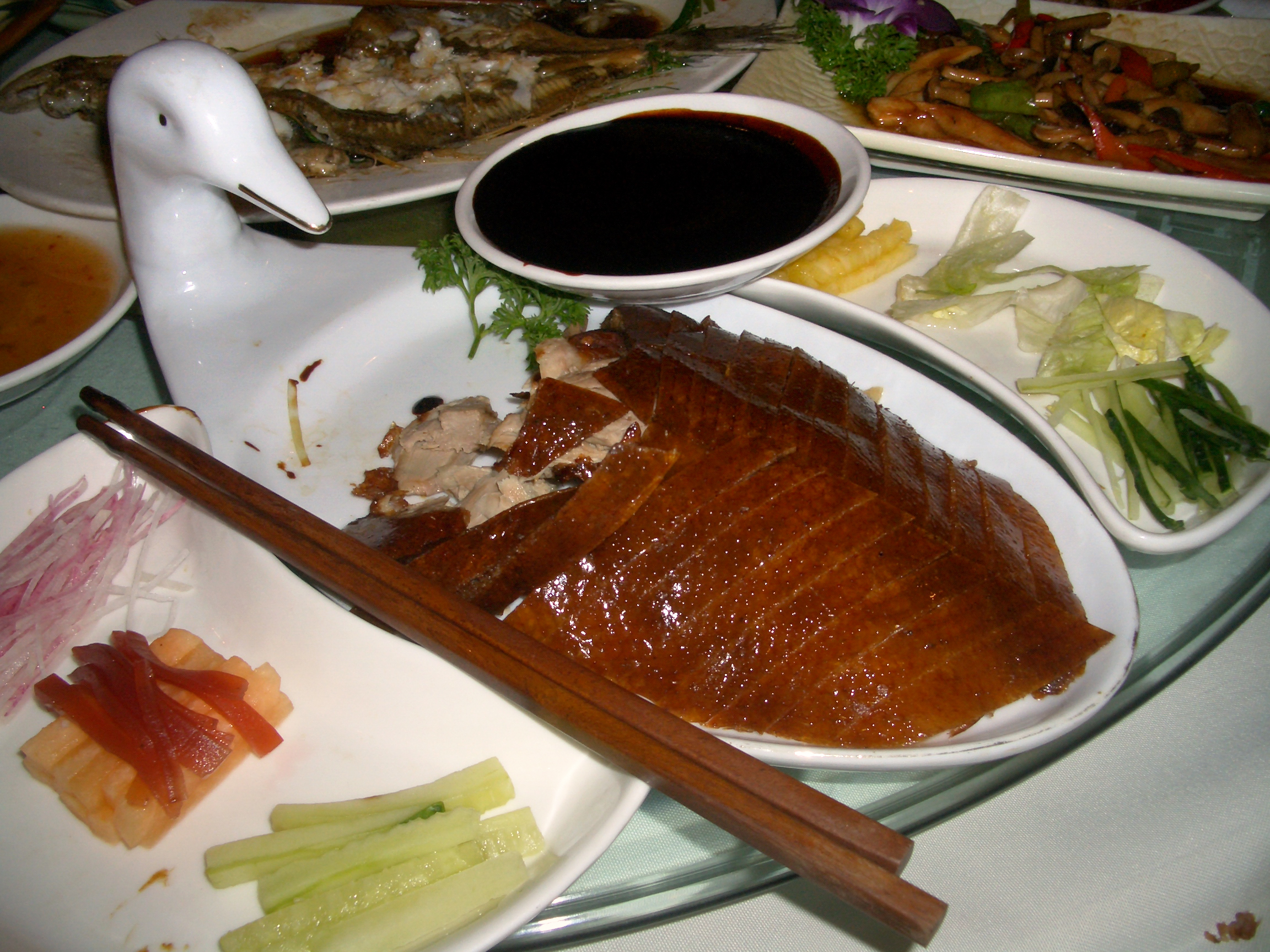
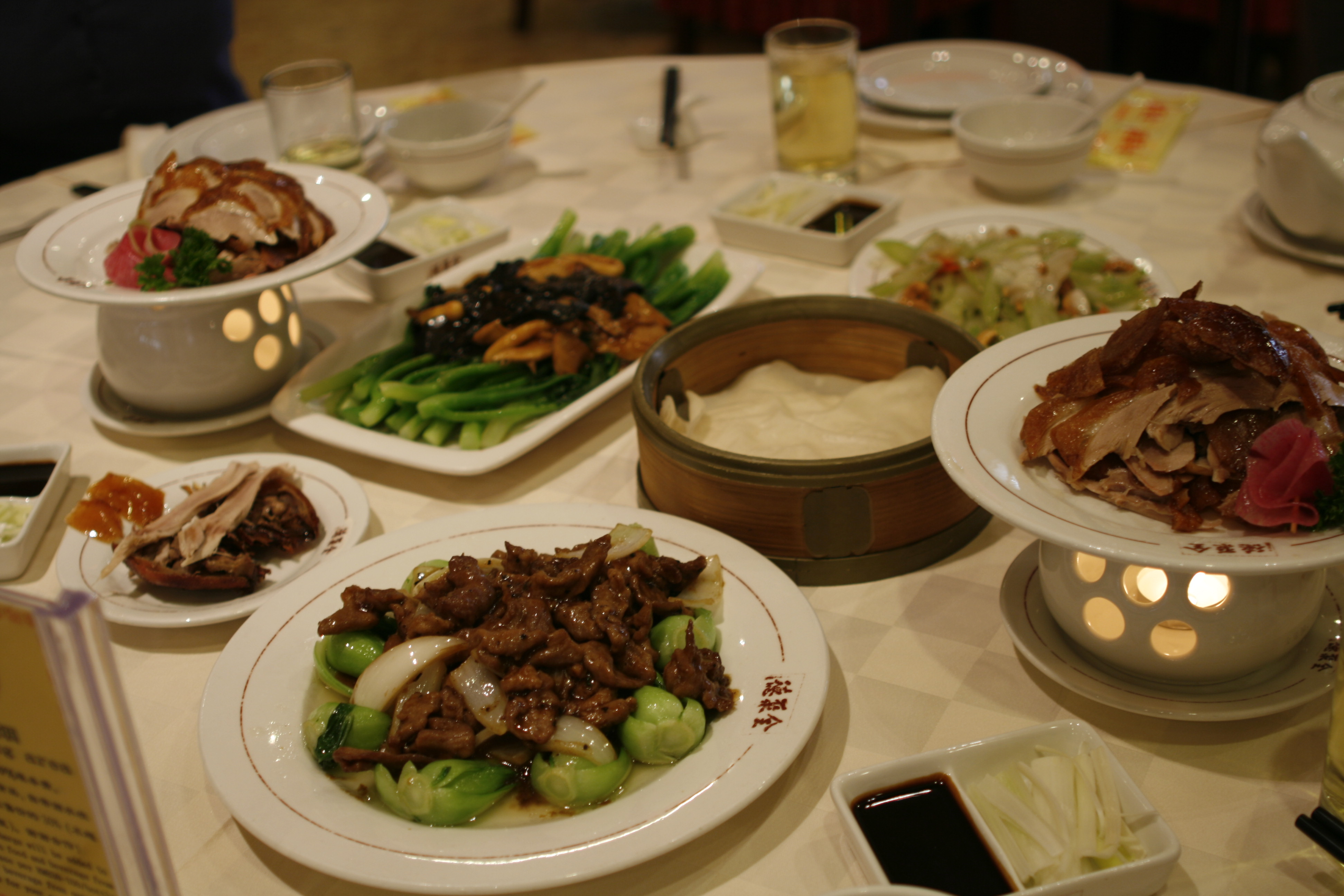
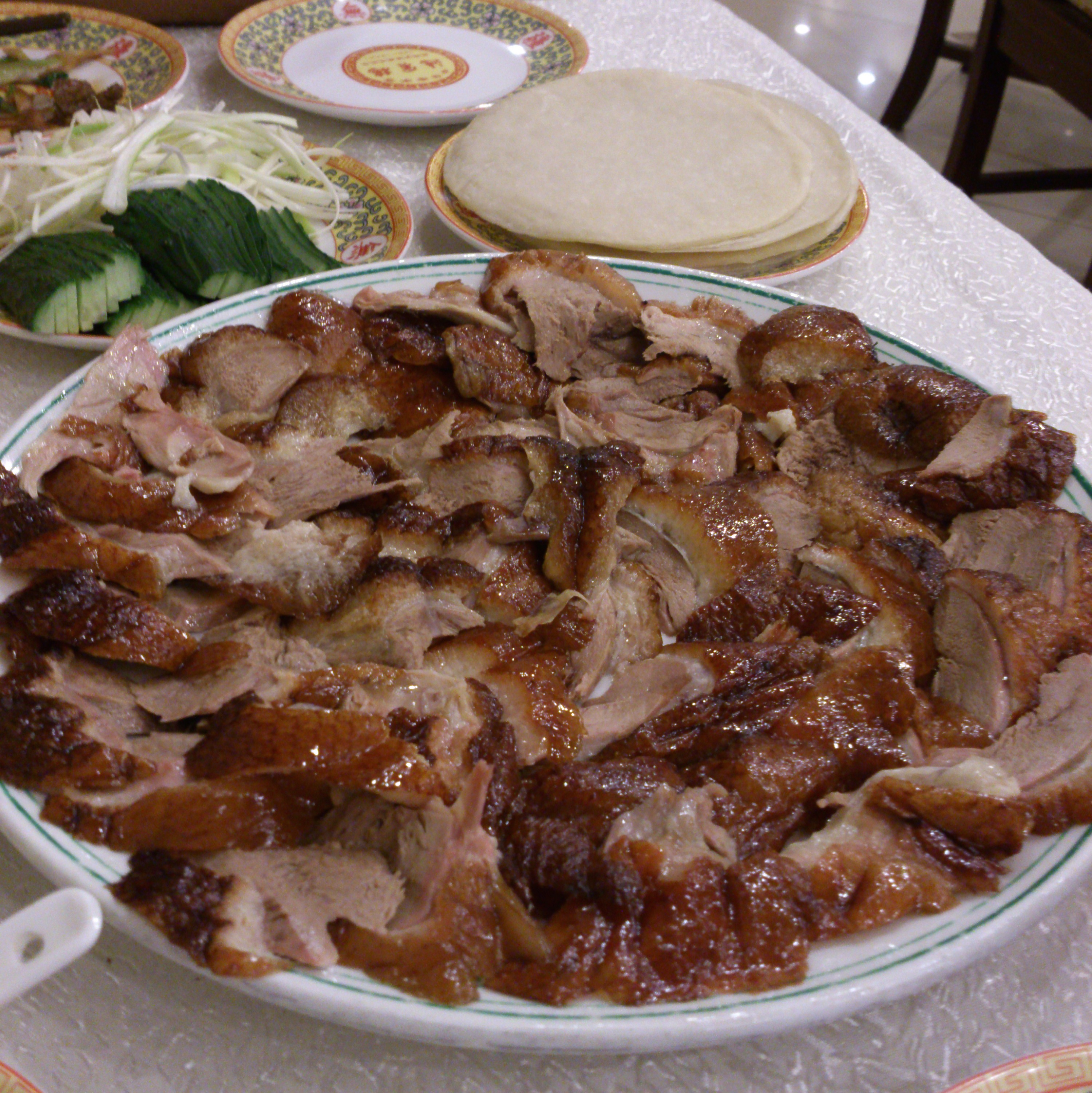
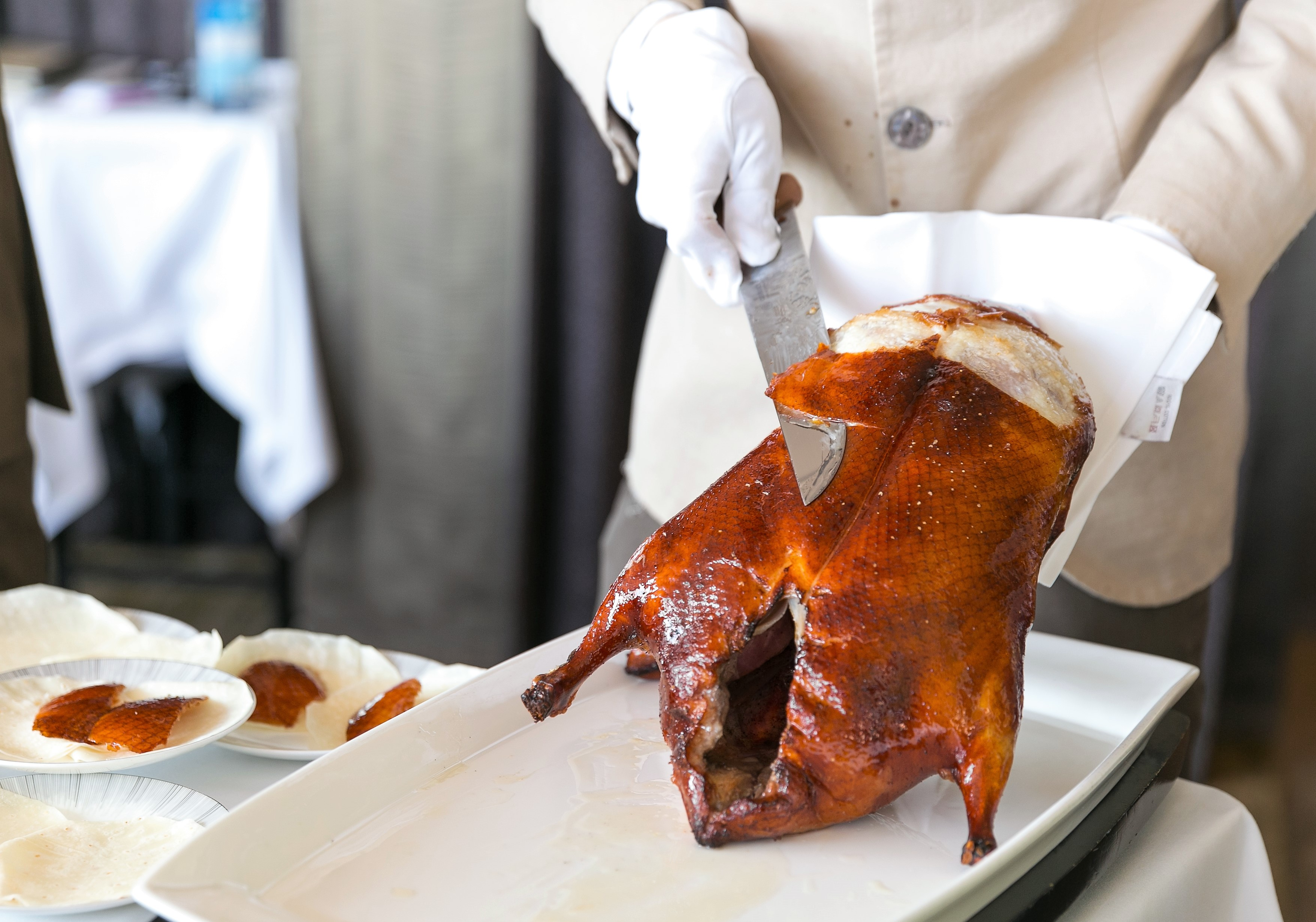
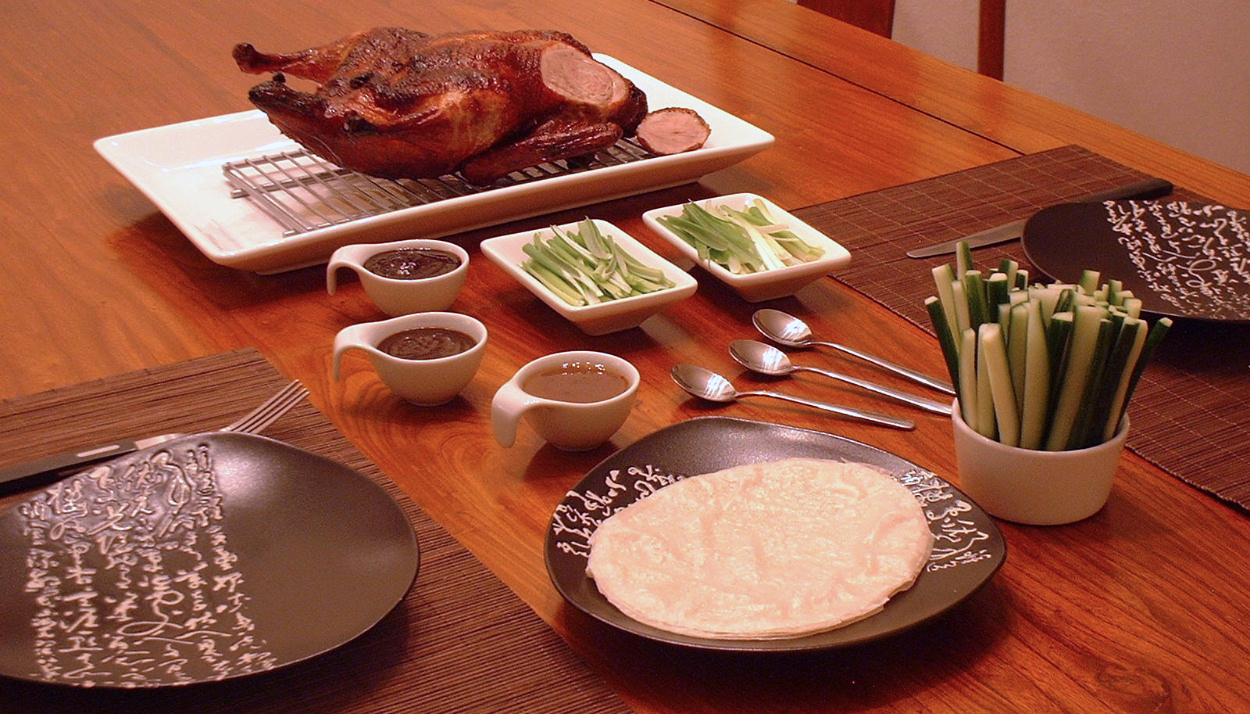
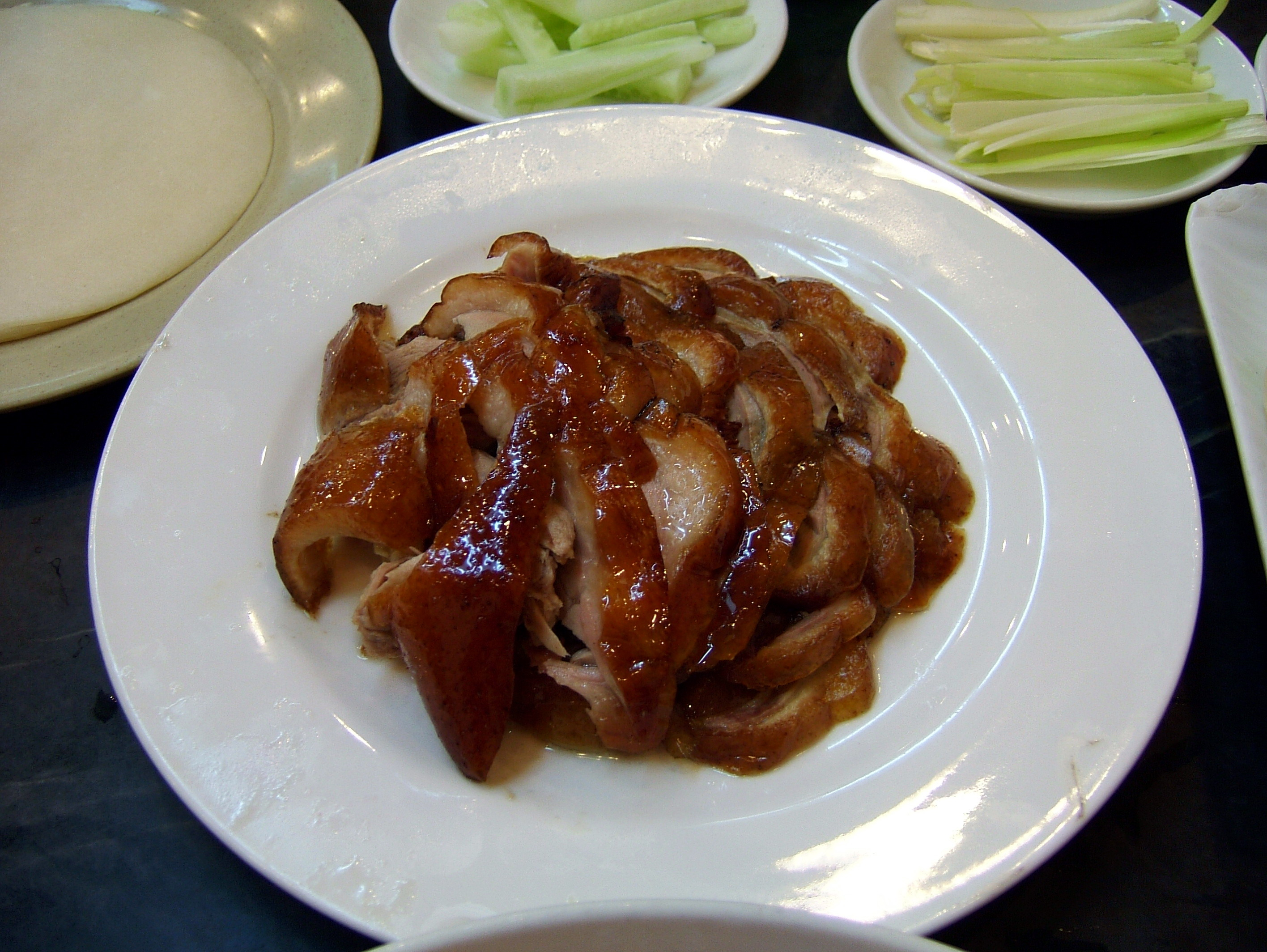
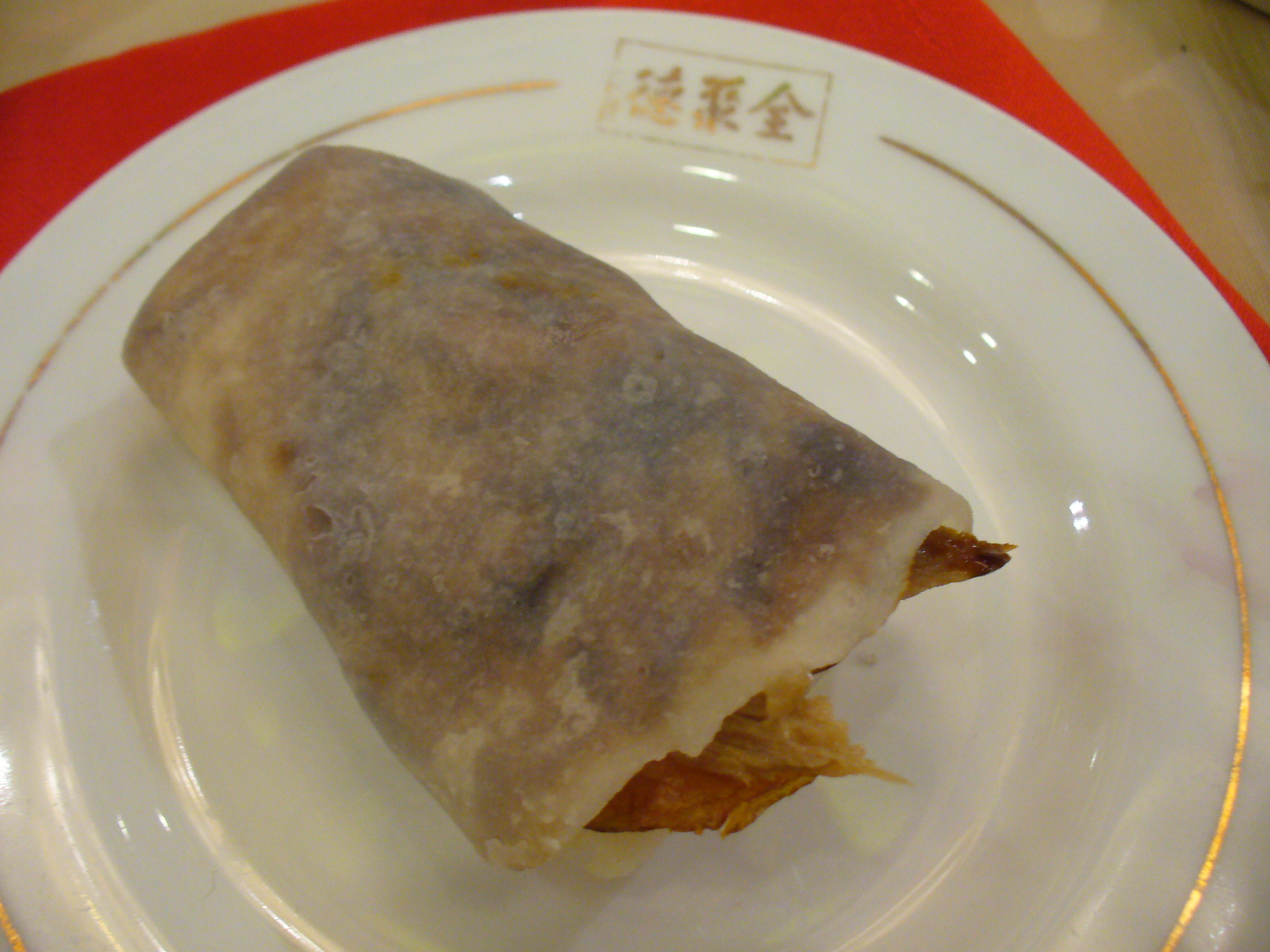
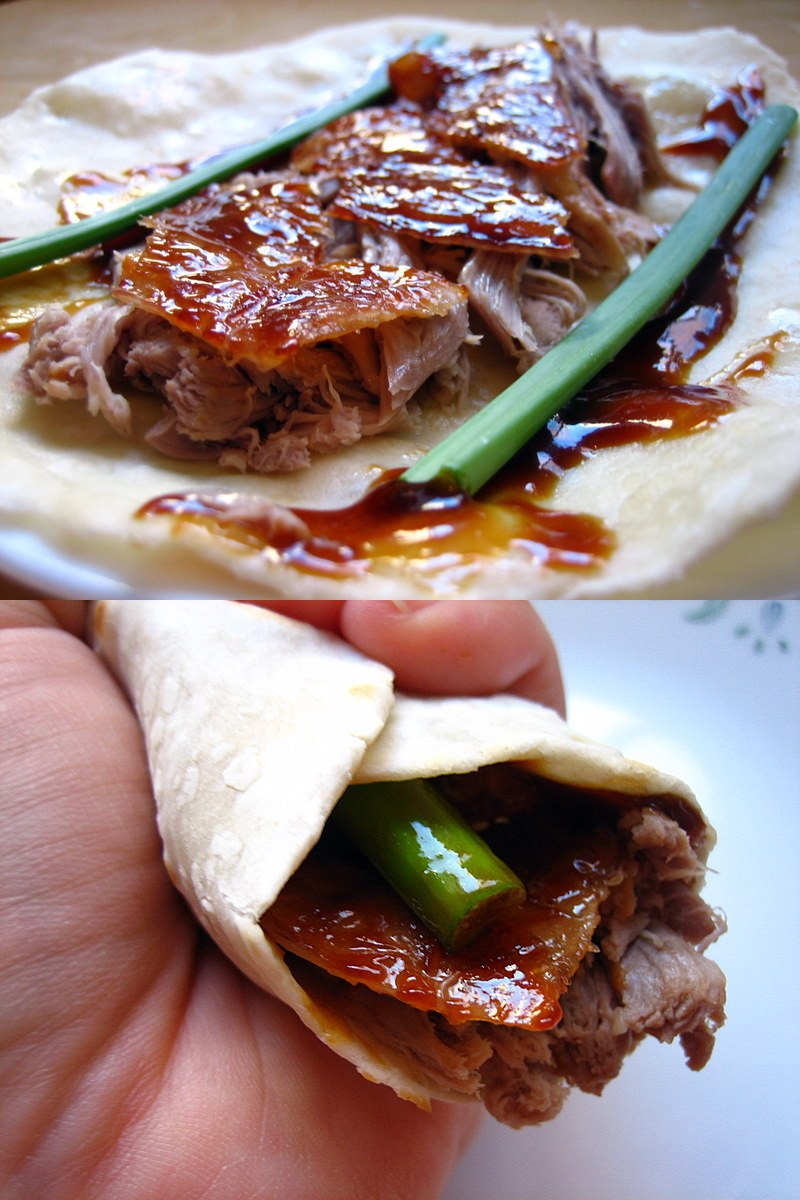